# Многообразие Уайтхеда

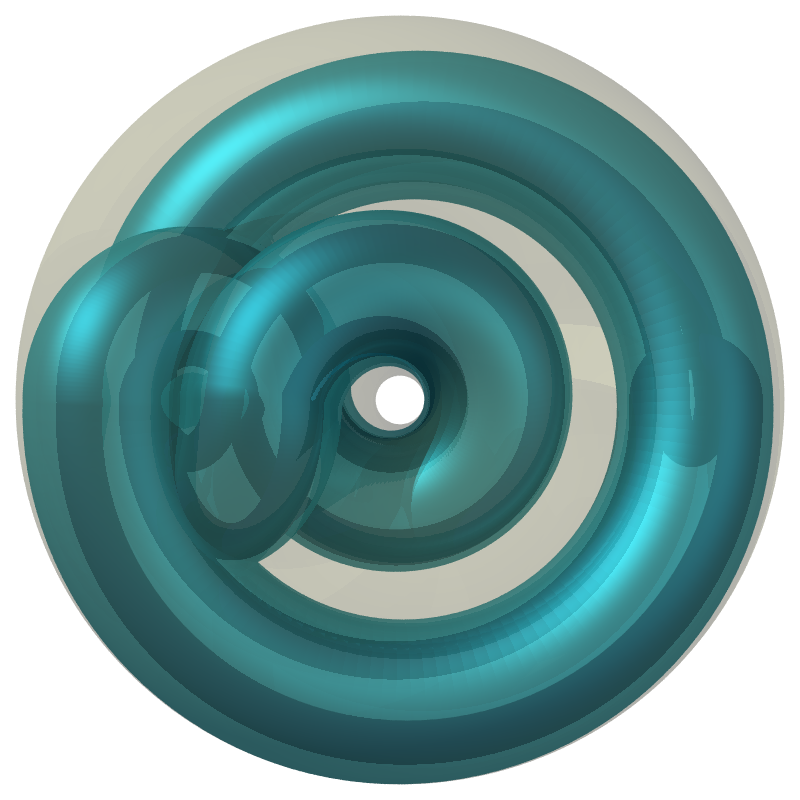
Первые три полнотория в построении

Многообразие Уайтхеда — определённый пример открытого трёхмерного многообразия, являющегося стягиваемым, но не гомеоморфным {\displaystyle \mathbb {R} ^{3}}.
Пример был найден Генри Уайтхедом в 1935 году при попытке решить гипотезу Пуанкаре.
В одномерном и двумерном случаях подобных примеров не существует.

## Построение

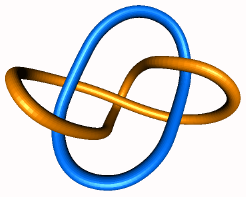
зацепление Уайтхеда

Для построения в трёхмерной сфере {\displaystyle \mathbb {S^{3}} } выбирается незаузленное полноторие {\displaystyle T_{1}}, далее — второе полноторие {\displaystyle T_{2}} в {\displaystyle T_{1}} так, что {\displaystyle T_{2}} и трубчатая окрестность меридиана {\displaystyle T_{1}} образуют 
утолщение зацепления Уайтхеда. 
При этом {\displaystyle T_{2}} можно стянуть в дополнении меридиана {\displaystyle T_{1}} и меридиан {\displaystyle T_{1}} можно стянуть в дополнении {\displaystyle T_{2}}.
Далее строится полноторие {\displaystyle T_{3}}, вложенное в {\displaystyle T_{2}} тем же способом, как и {\displaystyle T_{2}} для {\displaystyle T_{1}}; это построение можно продолжить до бесконечности, получив последовательность вложенных полнотрий:
{\displaystyle T_{1}\supset T_{2}\supset T_{3}\supset \dots }
Континуум Уайтхеда определяется как пересечение построенных полнотрий:
{\displaystyle T_{\infty }=\bigcap _{i}T_{i}}.
Дополнение {\displaystyle W=\mathbb {S^{3}} \setminus T_{\infty }} и есть многообразие Уайтхеда.

## Свойства
- Многообразие Уайтхеда, {\displaystyle W}, не гомеоморфно {\displaystyle \mathbb {R} ^{3}}, но произведение {\displaystyle W\times \mathbb {R} } гомеоморфно {\displaystyle \mathbb {R} ^{4}}.
- Многообразие Уайтхеда не односвязно на бесконечности. То есть {\displaystyle W} содержит компактное множество {\displaystyle K} такое, что для любого другого компактного множества {\displaystyle K'\supset K} дополнение {\displaystyle W\backslash K'} не односвязно.